# Korunovační mše (Mozart)
Korunovační mše C dur (německy Krönungsmesse C Dur), KV 317 je jedna ze mší Wolfganga Amadea Mozarta.

## Vznik mše
Název Korunovační se poprvé objevil až v roce 1873. Skladba byla pravděpodobně zkomponována pro velikonoční bohoslužbu v salcburské katedrále v roce 1779, která připadla na 4. dubna. Autor ji datoval 23. března 1779. Záhy po Mozartově smrti se mše KV 317 zařadila mezi nejvýznamnější skladby pro bohoslužby při korunovacích císařů a králů i při běžných bohoslužbách.
Poprvé v rámci skutečné císařské ceremonie zazněla při korunovaci císaře Františka II. Nové označení „Korunovační“ původně vzniklo pravděpodobně jako „pracovní“ název mezi hudebníky Vídeňské dvorní kapely (Wiener Hofmusikkapelle), ale brzy se rozšířil obecně. Z neprokazatelného tvrzení Mozartova obdivovatele Johanna Evangelisty Engla z roku 1907, že Korunovační mše měla být zkomponována pro každoroční svátek korunovace v bazilice Maria Plain, který vznikl 27. června roku 1779, neboť Mozartovi byli hlubokou zbožností spojeni s poutním kostelem Maria Plain, se stala tvrdošíjně přetrvávající legenda.
Charakteristické pro Korunovační mši jsou její symfonické prvky. Sólové hlasy a sbor jsou velmi zřetelně oddělené. Zvláštní význam zde má také hoboj. Korunovační mše se skládá z následujících částí ordinaria missæ:
- Kyrie: Andante maestoso … Più andante
- Gloria: Allegretto con spirito
- Credo: Allegro molto – Adagio – Tempo I
- Sanctus: Andante maestoso – Allegro assai (a k němu náležící:)
- Benedictus: Allegretto – Allegro assai
- Agnus Dei: Andante sostenuto – Allegro con spirito

Obsazení:
- smyčce (bez viol)
- 2 hoboje
- 2 fagoty
- 2 lesní rohy
- 2 trubky
- 3 pozouny
- kotle
- varhany
- soli: soprán, alt, tenor, bas
- sbor